# Pheidole medioflava
Pheidole medioflava är en myrart som beskrevs av Horace Donisthorpe 1941. Pheidole medioflava ingår i släktet Pheidole och familjen myror. Inga underarter finns listade i Catalogue of Life.